# Village du sud du quatre-quatre
Le village du sud du quatre-quatre ou village du sud du quarante-quatre (anglais : Four Four South Village; chinois traditionnel : 四四南村 ; pinyin : sì sì nán cūn) est un ancien village de garnison du 44ème Arsenal du Commandement logistique combiné (zh). Aujourd'hui rénové, il abrite diverses activités.

## Situation
Il se trouve à Taipei dans le district de Xinyi près du Taipei 101.

## Accès
Métro de Taipei, ligne Tamsui-Xinyi, arrêt  Taipei 101, sortie 2.

## Composition
Il est divisé en 4 parties : 
- un centre de jeux parents-enfants, un espace avec des jouets et des jeux pour les enfants.
- un musée sur l'ancien village de garnison
- un magasin de souvenirs qui vend des objets artistiques, des créations d'artistes locaux, des produits fermiers et d'autres produits artisanaux ; et Good Cho's, surtout connu pour ses bagels, qui sert également des hamburgers, des desserts et des boissons.
- un marché, certains jours

## Galerie

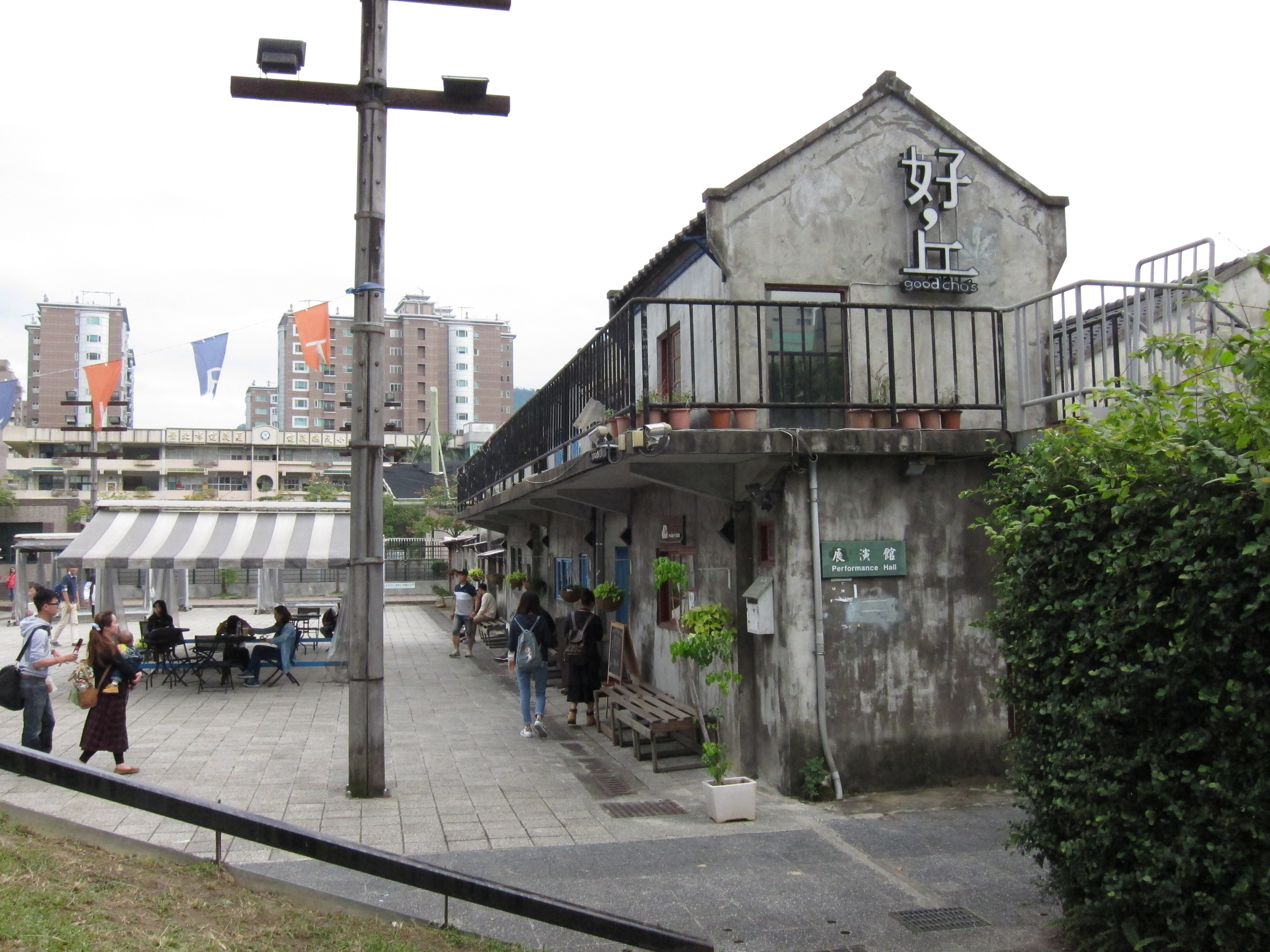
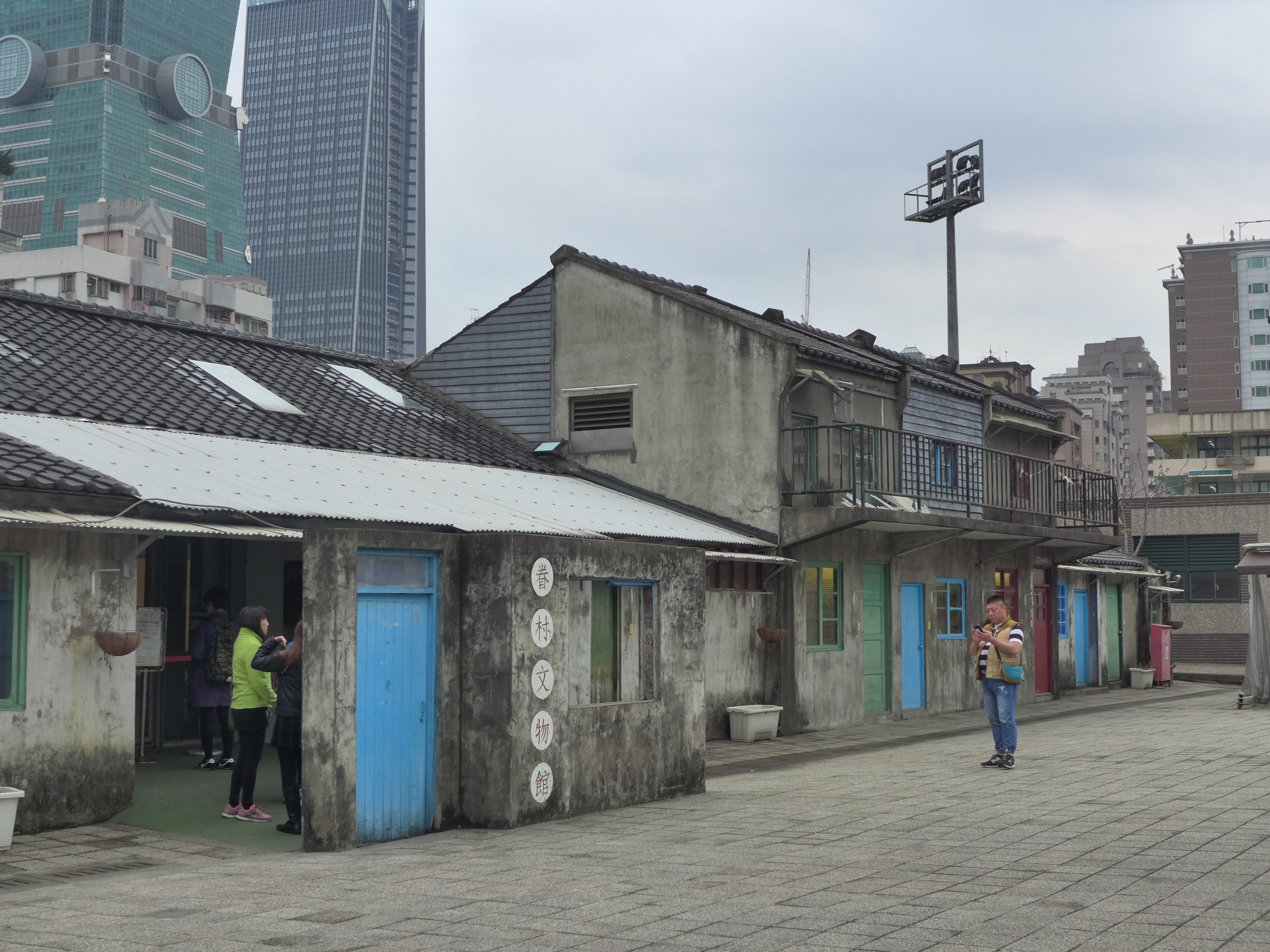
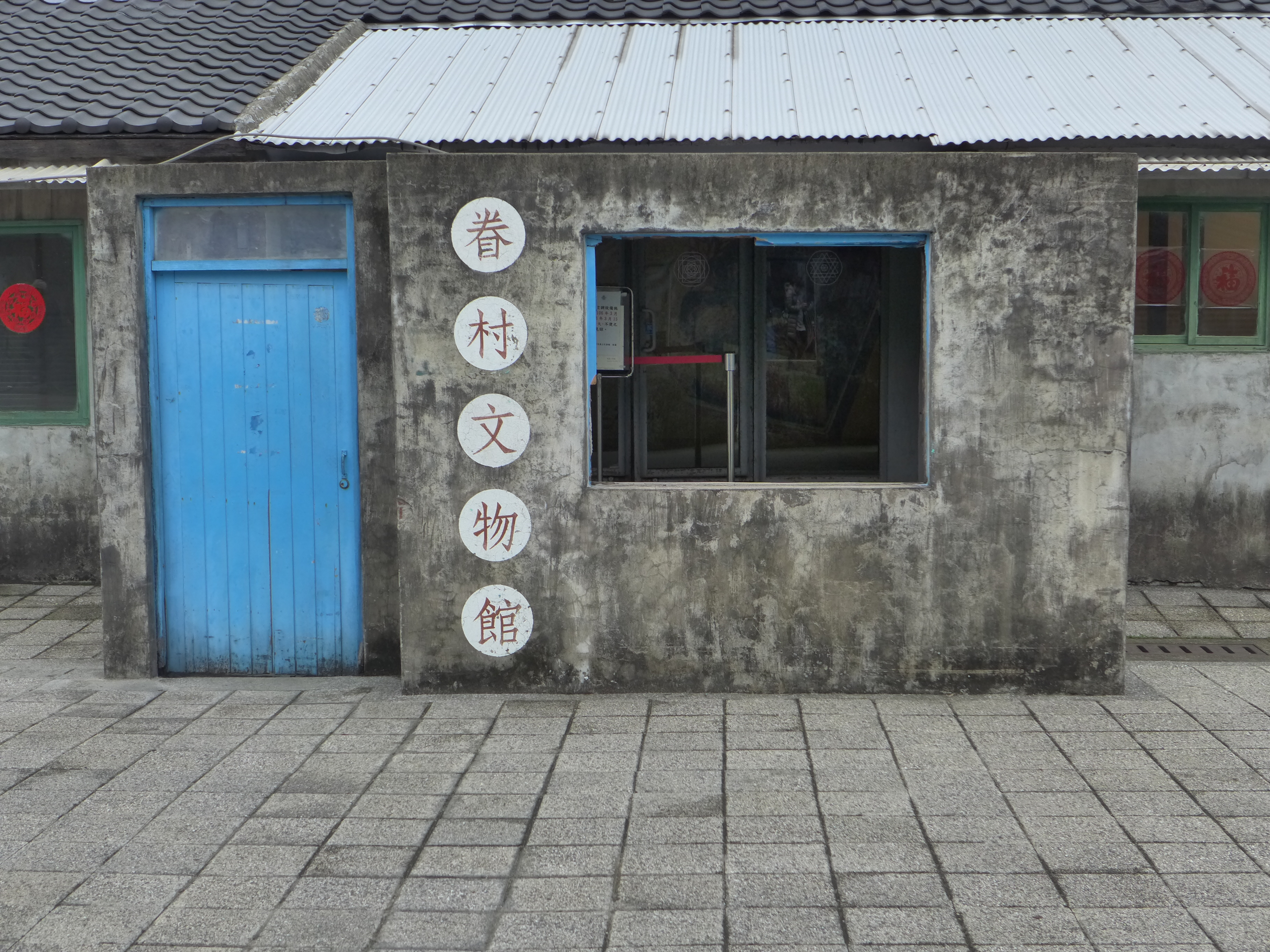
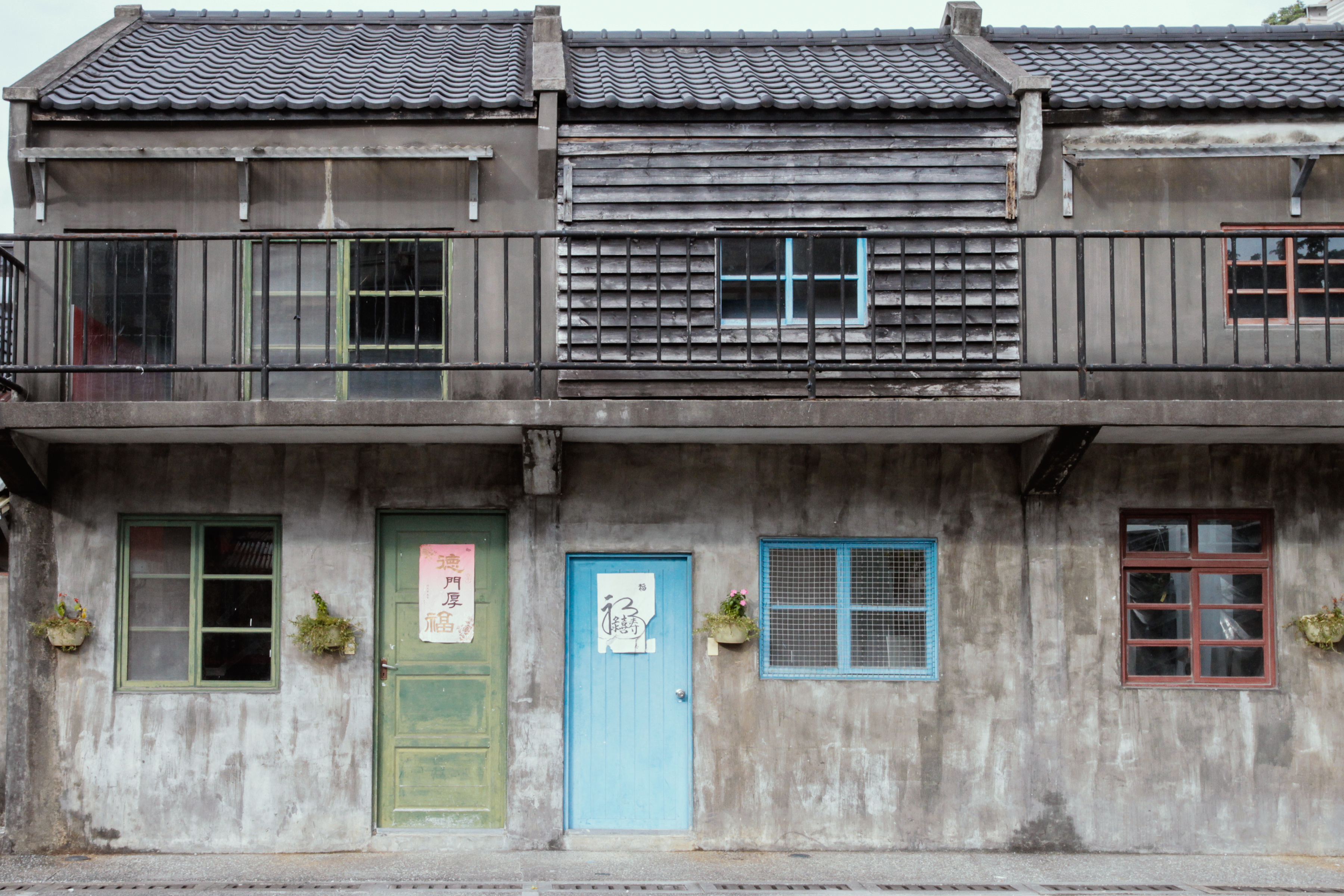

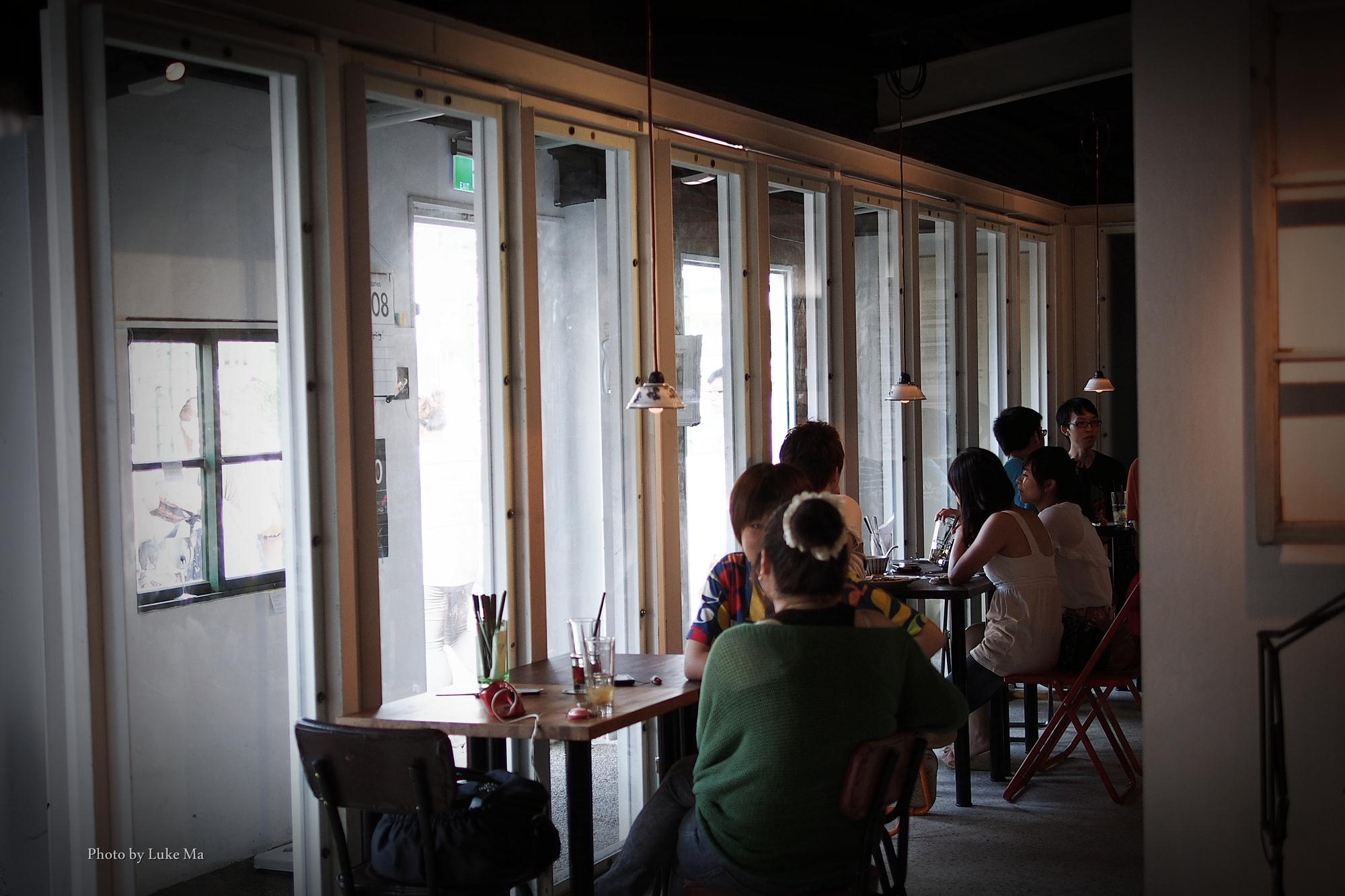
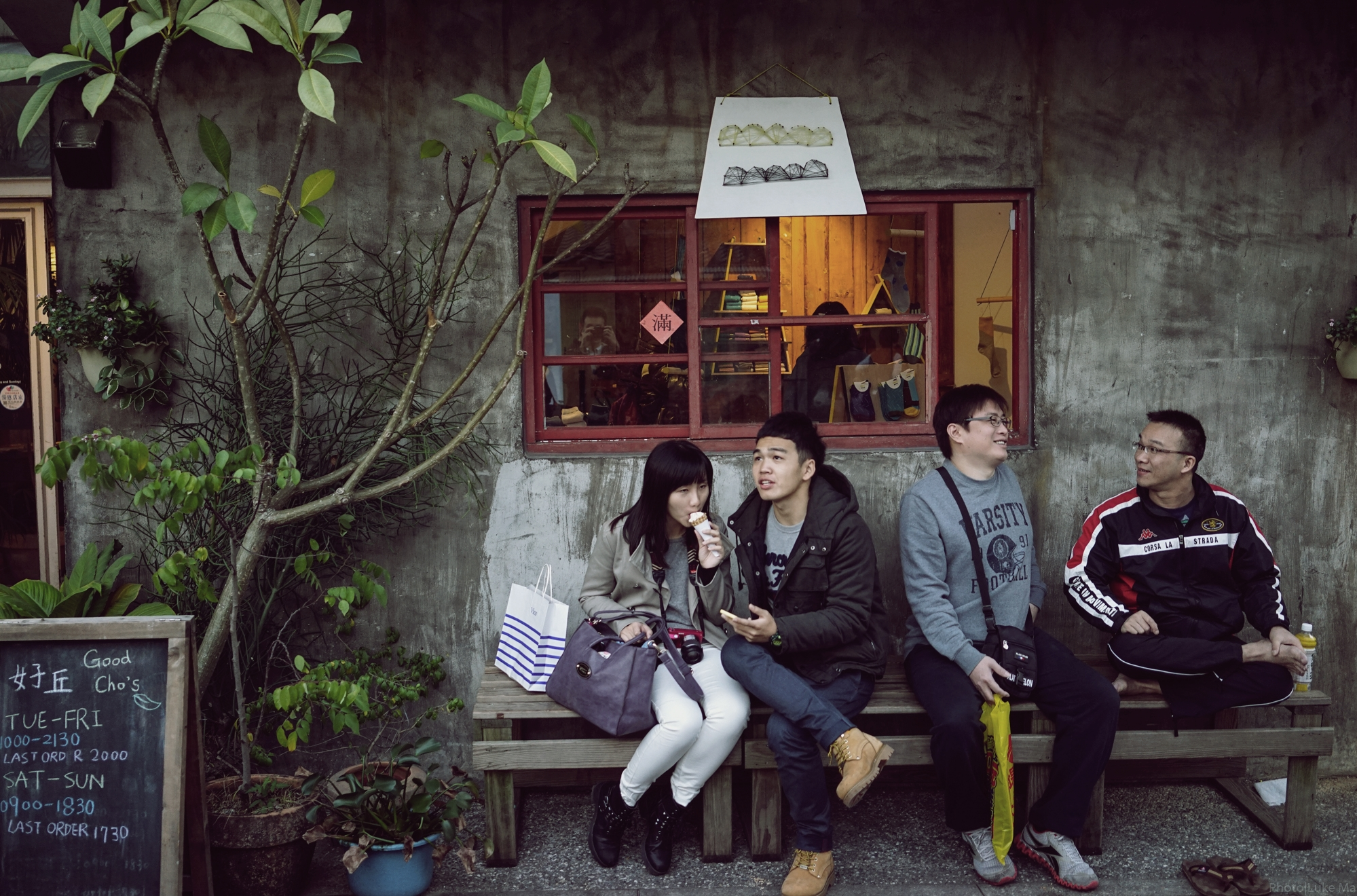
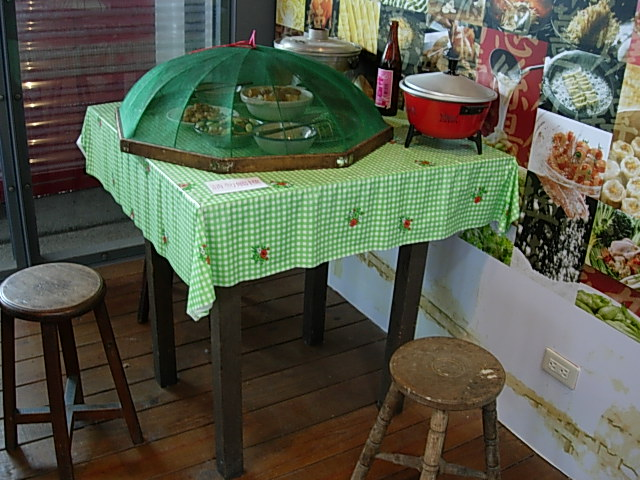
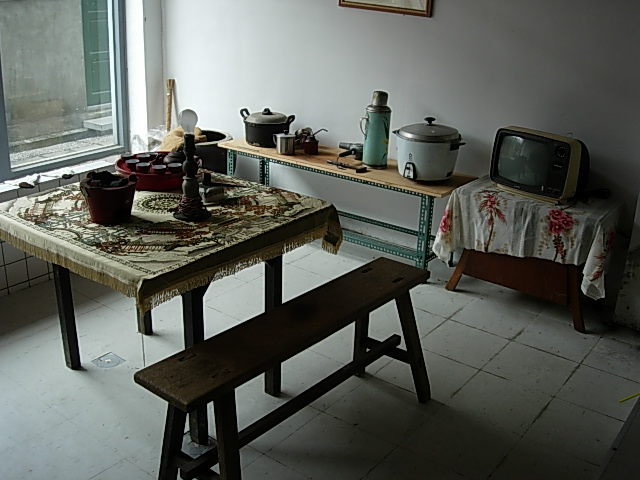